# 포트애들레이드 풋볼 클럽
포트애들레이드 풋볼 클럽(영어: Port Adelaide Football Club)은 오스트레일리안 풋볼 리그 (AFL)에 소속된 오스트레일리아의 오스트레일리안 풋볼 클럽이다. 파워(Power)라는 별명으로도 잘 알려져 있다. 사우스오스트레일리아주 애들레이드 포트애들레이드에 연고지를 두고 있으며, 애들레이드 오벌과 앨버턴 오벌을 구장으로 사용한다.